# Секиринский, Сергей Сергеевич
Серге́й Серге́евич Секиринский (12 апреля 1955, Симферополь — 8 ноября 2012, Москва, Россия) — российский историк. Доктор исторических наук (1999), профессор (2004), ведущий научный сотрудник Института российской истории РАН, главный редактор журнала «Российская история» (2012) и журнала «Историк и художник», член организационного комитета междисциплинарного научного семинара по истории взаимовосприятия культур «Россия и мир».

## Биография
Родился в семье доктора исторических наук С. А. Секиринского (1914—1990). Окончил Симферопольский государственный университет им. М. В. Фрунзе, учился в аспирантуре Института истории СССР АН СССР. В 1984 году защитил в Университете дружбы народов им. П. Лумумбы кандидатскую диссертацию «Русская революционная демократия 60-70-х годов XIX в. в освещении современной французской буржуазной историографии». Докторская диссертация: «Русский либерализм: от 40-х к 80-м годам XIX в. (идеи, люди, среда)» (1999).
С 1982 года преподавал в Московском государственном заочном педагогическом институте, Московской Высшей партийной школе, Российском государственном гуманитарном университете, Государственном университете гуманитарных наук, Московском государственном областном университете. В 2004 году получил звание профессора. В 2004 году создал журнал «Историк и художник», выходивший до 2008 года. C 2011 года трудился в Центре по изучению отечественной культуры Института российской истории РАН, с 1987 года по 2011 год — в редакции журнала «История СССР» — «Отечественная история» — «Российская история». Весной 2012 года избран на должность главного редактора журнала «Российская история».
Похоронен 10 ноября 2012 года на Даниловском кладбище.
Сын Денис (род. 1984) — кандидат исторических наук, заместитель начальника Управления Президента Российской Федерации по научно-образовательной политике, заместитель министра науки и высшего образования РФ.

## Основные публикации

### Книги и научно-издательские проекты
- Наше Отечество. Опыт политической истории: В 2 т. М.: Терра, 1991 (в составе авторского коллектива).
- Родословная российской свободы. М.: Высшая школа, 1993 (в соавт. с Т. А. Филипповой).
- Либерализм в России. Очерки истории (середина XIX — начало XX в.). М.: Памятники исторической мысли, 1995 (в соавт. с В. В. Шелохаевым).
- Политическая история: Россия — СССР — Российская Федерация. В 2 т. М.: Терра, 1996 (в составе авторского коллектива).
- Российские консерваторы. М.: ИРИ РАН; «Русский мир», 1997 (в составе авторского коллектива).
- Россия: государственные приоритеты и национальные интересы. М.: РОССПЭН, 2000 (в составе авторского коллектива).
- Сост., ред.: История России XIX—XX веков: новые источники понимания. М.: Московский общественный научный фонд, 2001.
- Сост., ред.: История страны / История кино. М.: Знак, 2004. [Этому коллективному труду присужден диплом Гильдии киноведов и кинокритиков России 2004 года в номинации «Книги по истории и теории кино»]
- Гл. ред.: Историк и Художник. Журнал для всех кто любит историю, ценит искусство и чувствует их родство. 2004—2008. № 1 — 18.
- Российский либерализм: идеи и люди. М.: Новое издательство, 2007 (в составе авторского коллектива).
- Сост., автор вступ.ст. и коммент.: А. Д. Градовский. Трудные годы (1876—1880. Очерки и опыты). — М.: РОССПЭН, 2010. (Библиотека отечественной общественной мысли с древнейших времен до начала XX века).
- Сост., автор вступ.ст. и коммент.: М. Н. Катков. Избранные труды. — М.: РОССПЭН, 2010. (Библиотека отечественной общественной мысли с древнейших времен до начала XX века).

### Статьи
- «Юридический вестник» (1879—1892) как источник по истории русской либерально-конституционной мысли // Из истории общественно-политической мысли России XIX века. Межвузовский сборник научных трудов. М., 1990. С. 112—124.
- Чаадаев: апология русского ума // Вестник высшей школы. 1991. № 3. С. 61 — 69.
- Формулы свободы // Кентавр. 1994. № 1. С. 76 — 89.
- Дворянская вольность и царская служба: «наследие Петра» против идей Монтескьё и Констана // В раздумьях о России (XIX век). М., 1996. С. 345—364.
- Российские реформаторы: сюжет и книга в контексте научной литературы последних лет // Отечественная история, 1997. № 3. С. 120—135.
- Либеральный идеал и российская действительность XIX века: некоторые аспекты взаимодействия // Русский либерализм: исторические судьбы и перспективы: Мат-лы международной научной конференции. М., 1999. С. 185—200
- Либерализм // Отечественная история: История России с древнейших времен до 1917 года. Энциклопедия в пяти томах. Т.3. М., 2000. С. 344—347.
- Беллетристика П. Д. Боборыкина: история либеральной личности в художественных зарисовках // ACTIO NOVA 2000 (сборник научных статей). М., 2000. С. 426—454.
- Штрихи к портрету высшей бюрократии: губернаторы и беллетристы // История России XIX—XX веков: новые источники понимания. М., 2001. С. 76 — 82.
- Константин Дмитриевич Кавелин // Российские либералы: Сб. статей. М., 2001. С. 53 — 84 (в соавт. с А. А. Алафаеевым).
- Борис Николаевич Чичерин // Там же. С. 85 — 113.
- Русский Наполеон. Феномен бонапартизма и легенда о «белом генерале» // Родина. 2001. № 7. С. 60 — 64.
- Российский либерализм XIX века: формула судьбы // Россия XXI. 2002. № 1. С. 68 — 87.
- От книги про дельца до «Книги про бойца» // Отечественная история. 2002. № 1. С. 191—195.
- Четыре «Капитанские дочки» // Отечественная история. 2003. № 6. С. 108—117.
- Советские реалии в зеркале телесериала «Семнадцать мгновений весны» // Россия и современный мир. 2003. № 3 (40). С. 148—160.
- «Бедная Настя», или «Россия в 1839 году» // Историк и Художник. 2004. № 1. С. 135—138.
- Александр Твардовский: «Все потом будет написано заново». Фронтовые очерки 41 года и поэма «Василий Теркин» // Историк и Художник. 2005. № 2 (4). С. 7 — 16.
- Герцен и свобода // Историк и Художник. 2008. № 1/2. С. 398—405.
- История на экране // Справочник учителя истории. 5 — 11 классы. М., 2008. С. 422—452.
- Реформы и люди: А. Д. Градовский о становлении национальной демократической элиты в России // Ежегодник историко-антропологических исследований. 2009. М., 2009. С. 10 — 26.
- «Направленчество» или «внепартийность»: два подхода к изучению русской общественной мысли // Общественная мысль России: истоки, эволюция, основные направления. Материалы международной научной конференции. Москва, 28 — 29 октября 2010 г. М.: РОССПЭН, 2011. С. 99 — 110.